# Prešeren
Prešeren je priimek več znanih Slovencev:
- Anton Prešeren (1883—1965), jezuit, teolog, filozof, izseljenski organizator (Rim)
- Bojan Prešeren (*1962), veslač
- Franc Prešeren (1802—1887), politik in gospodarstvenik s plemiškim naslovom von Heldenfeld
- France Prešeren (1800—1849), pesnik (odvetnik)
- Jakob Prešeren (1888—1975), pravnik, smučar, potopisec, pisatelj, fotograf
- Janez Krstnik Prešeren (1656/9—1704), pesnik in prvi predsednik Akademije delovnih Ljubljančanov
- Janez Krstnik Prešeren (1829—1885), veletrgovec in občinski svetnik v Trstu
- Jože Prešeren (1939—2011), novinar, urednik, jezikoslovec
- Jože(f) Prešeren (1909—1992), rimskokatoliški duhovnik, verski organizator, publicist
- Jurij Prešeren (1722—?), veletrgovec v Trstu
- Jurij Prešeren (1805—1869), rimskokatoliški duhovnik (brat pesnika Franceta Prešerna)
- Milan Prešeren (1931—1991), inženir gozdarstva, fitocenolog, katograf
- Neža Prešeren, flavtistka
- Petra Prešeren (*1986), agronomka?
- Roberto Prešeren (1853—1932), občinski svetnik v Trstu
- Rok Prešeren, dr. fizike, tehnični direktor in soustanovitelj podjetja RoboticsX
- Sandi (Aleksander) Prešer(e)n (*1951), elektronik in informatik = Saša (Aleksander) Prešern?